# Стефан Стамболов
Стѐфан Нико̀лов Стамболо̀в е български политик, революционер, журналист и поет.
Роден в Търново през 1854 година, той учи за кратко в Одеса и от ранна възраст се включва в българското национално движение, става един от водачите на Вътрешната революционна организация и участва  в подготовката на Старозагорското и Априлското въстание. Руски военен кореспондент през Руско-турската война (1877 – 1878). Веднага след Освобождението се издига в средите на Либералната партия и през 1884 година става председател на Народното събрание.
С решителните си действия Стамболов изиграва важна роля за провалянето на проруския Деветоавгустовски преврат и като най-активният член на Регентството пресича последвалите опити на Русия за намеса в политическия живот. През 1887 година става министър-председател и се задържа на власт до 1894 година. При управлението си стабилизира политически и стопански страната, но е критикуван за авторитарните му методи и преследването на политически противници. Малко след отстраняването му от власт Стамболов е убит от атентатори.

## Биография

### Произход и образование
Стефан Стамболов е роден на 30 януари (12 февруари нов стил) 1854 г. в Търново. Потеклото му по майчина и бащина линия е от Трявна. Баща му е съзаклятник от Велчовата завера (1835) и съмишленик на капитан Дядо Никола. Стефан Стамболов расте в обкръжението на революционери като Христо Иванов – Големия, отец Матей Преображенски – Миткалото, Христо Караминков – Бунито.
Образованието си започва в родния град. Учи в Духовната семинария в Одеса (1870 – 1872), но не я завършва, тъй като е изключен поради връзките му с руски революционери. През 1873 г. за кратко е учител в Търново, след което заминава за Румъния.

### Национално-революционни борби

#### Преди Освобождението
Стамболов е делегат на Търновския революционен комитет на Общото събрание на Българския революционен централен комитет през август 1874 г. През есента на същата година е изпратен от БРЦК в България, за да съживи революционните комитети, разбити след гибелта на Васил Левски. Заедно с Христо Ботев, през август 1875 г., Стамболов свиква ново общо събрание на БРЦК в Букурещ, което взема решение за въстание в България и го изпраща като апостол в Старозагорско. След неуспеха на Старозагорското въстание е принуден да се завърне в Румъния.
През ноември–декември 1875 г. Стамболов председателства Гюргевския комитет, който решава да организира нов опит за общо въстание в България през пролетта на следващата година. Определен е за главен апостол на Търновския революционен окръг. Прехвърля се в окръга в края на януари 1876 г. Първоначално се установява в Горна Оряховица, а впоследствие – в Самоводене, откъдето координира подготовката на въстанието в района между Търново и Русе. Конкретният му принос е в агитацията на населението, подбора на въстанически ръководители, събирането на парични средства и стратегическото планиране на въстанието, но усилията му за въоръжаване на населението остават без особен успех. При вестта за преждевременното избухване на въстанието в Панагюрски окръг проявява колебание и забавя нареждането си за въстание в Търновско. Надеждата, че ще успее да проведе съвещание на революционните комитети, е провалена от турските власти. Благодарение на шпионската си мрежа, между 25 и 28 април полицията залавя лидерите на съзаклятието в Горна Оряховица, с което осуетява въстанието в почти целия окръг с изключение на района на Бяла черква и Мусина. Опитът на Стамболов да вдигне на бунт Самоводене също пропада и през следващите месеци той е принуден да се укрива в селото, преди да премине Дунав през август същата година.
В Румъния Стамболов взема участие в ръководството на Българското централно благотворително общество и е редактор в основания от Ботев вестник „Нова България“.
По време на Руско-турската война (1877 – 1878) е военен кореспондент на руския ежедневник „Новое время“, Петербург. Участва в кампанията за доставка на храна и фураж за действуващата руска армия.

#### След Освобождението
В края на август 1878 г. Стамболов става един от учредителите на търновския комитет „Единство“, който си поставя за цел да предотврати териториалното разпокъсване на България, решено от Великите сили на Берлинския конгрес. Търновският комитет образува организационна мрежа в цяла Северна България и сътрудничи с комитетите в южната част на страната за набиране на доброволци, оръжие, боеприпаси и храни в подкрепа на въоръжената борба за освобождаване на Македония.
Като деец на Либералната партия и член на парламента Стамболов взема участие в съединистката акция от пролетта на 1880 г. Заедно с други политически представители в София съставя план за обединение на Княжество България и Източна Румелия, който предвижда организирана агитация в Южна България и подготовка на княжеството чрез закон за народното опълчение и държавен заем. През май заминава за Сливен, където съдейства за съставянето на таен централен комитет от румелийски общественици, но по инструкции от софийското правителство сдържа дейността му до приключване на дипломатическите сондажи в Европа. Неблагоприятните резултати от сондажите обричат акцията на неуспех.
В началото на септември 1885 г. Стамболов е председател на Народното събрание и е между първите лидери на Княжество България, които подкрепят Съединението, обявено в Пловдив от източнорумелийски офицери и дейци на Българския таен централен революционен комитет. Той съставя прокламацията, с която на 8 септември княз Александър приема сливането на двете български области и се нагърбва със защитата му. След избухването на Сръбско-българската война се записва за доброволец в армията.

### Политическа дейност

#### Ранна политическа кариера
Още по времето на Учредителното събрание (1879) Стефан Стамболов е сред най-активните привърженици на Либералната партия. Избран е за депутат в Първото (1879), Второто (1880 – 1881) и отново в Четвъртото обикновено народно събрание, което оглавява като председател от 1884 до 1886 г.
Със статиите си във в-к „Целокупна България“ през лятото на 1879 г. Стамболов е един от водачите на агитацията срещу правителството на консерваторите и с основен принос за победата на либералите на парламентарните избори в края на септември. На същите избори е избран за депутат и утвърден от мнозинството в Народното събрание, независимо че по това време е все още далеч от изискуемата минимална възраст от 30 години. Стамболов е един от непримиримите, които принуждават правителството на Тодор Бурмов да подаде оставка, противопоставят се на съставянето на коалиционен кабинет и по този начин предизвикват преждевременното разпускане на събранието от княз Александър Батенберг.
По време на Режима на пълномощията (1881 – 1883) Стамболов се оттегля в Търново, където набира масова подкрепа и работи за привличане на руските генерали от правителството към каузата за възстановяване на Търновската конституция. При посещението на министър-председателя Леонид Соболев в града през септември 1882 г. организира няколкохиляден митинг в подкрепа на Русия и конституцията. В началото на август 1883 г. Стамболов заминава за София в безуспешен опит да прокара собствен проект за помирение на либерали и консерватори, който предвижда решението за конституцията да бъде взето от Велико народно събрание, излъчено по демократичния избирателен закон от 1880 г., и задържане на Соболев на министър-председателския пост. Предложението не е прието от княз Александър Батенберг, който прекратява пълномощния режим по договореност с партийните водачи Драган Цанков и Григор Начович, отстранявайки от власт руските офицери въпреки предупреждението на дипломатическия представител на Русия в София.
Макар и несъгласен с намеренията на Цанков да прокара консервативни изменения в конституцията чрез избрания през пълномощния режим парламент, в края на 1883 г. Стамболов парира стремежа на „непримиримите“ либерали за разцепване на Либералната партия. След изборите през май 1884 г., посредничи без успех за изглаждане на противоречията между умерения Цанков и водача на „непримиримите“ Петко Каравелов. Отхвърля предложението на Цанков да бъде избран за председател на парламента и подкрепя кандидатурата на Каравелов при окончателния разрив между двете крила на партията. Избран е за подпредседател, а след оставката на Цанков и заемането на министър-председателския пост от Каравелов става председател на Народното събрание. Поддържа законодателните инициативи на каравеловото правителство, включително законите за държавна собственост и експлоатация на железниците и строежа на жп линията Белово – Вакарел със средства от фиска и външни заеми.

#### Регент (1886 – 1887)
Деветоавгустовският преврат заварва Стамболов в Търново. Като председател на Народното събрание и един от най-авторитетните общественици от това време, името му е включено в състава на правителството, обявено от заговорниците, но той самият им отказва всякакво съдействие и оглавява (15 август 1886) наместничеството, което с помощта на южнобългарските войски връща княз Александър Батенберг в София. Това става против волята на руския император Александър III, който в крайна сметка принуждава Батенберг да се откаже от престола. Не успял да задържи княза, едновременно с абдикирането му на 26 август, Стамболов е назначен в тричленното регентство, което управлява страната почти цяла година в условията на остра външно- и вътрешнополитическа криза.
Като регент Стамболов се опитва да използва абдикацията на Батенберг, за да подобри българо-руските отношения, но въпреки посланието на IV обикновено народно събрание до царя с уверения за преданост към Русия, не спира репресиите на правителството на Васил Радославов над русофилите. Това и усилията на Русия да диктува условията за избирането на Трето велико народно събрание и новия княз чрез дипломатически натиск и военни демонстрации водят до разрив през ноември същата година и проруски бунтове в страната. В края на юни 1887 г. за княз е избран Фердинанд Сакскобургготски, след като Стамболов принуждава Радославов (привърженик на Батенберг) да подаде оставка от премиерския пост.

#### Министър-председател
След избора на княза, Стамболов оглавява правителството на създадената от него Народнолиберална партия. Задачите, които си поставя, са: защита на българската независимост, умиротворяване на страната, ускоряване на стопанското развитие, укрепване на международното положение на България и защита на българската кауза в териториите, определени от Санстефанския мирен договор, но останали извън българската държава.

#### Външна политика
Възкачването на Фердинанд на престола води до вътрешна стабилизация, но международното положение на България остава несигурно заради категоричната позиция на Русия. В началото на 1888 г. руското правителство декларира, че няма да търси силово решение на българския въпрос, но същевременно отказва да признае избора на княза от Великото народно събрание. Останалите Велики сили следват руския пример, за да избегнат пряка конфронтация с Петербург. Тайните преговори, които Стамболов води с руски представители между 1888 и 1891 година за замяната на княза с общоприемлив кандидат, пропадат поради взаимно недоверие.
Участник в подготовката на три безуспешни въстания за национално освобождение и обединение, като министър-председател Стамболов се опитва да защити българските интереси в Македония в рамките на Берлинския договор, контролирайки и направлявайки лично усилията на външните министри Георги Странски (1887 – 1890) и Димитър Греков (1890 – 1894). Като основна заплаха за българските национални интереси в областта Стамболов схваща не османската власт, а претенциите на съседните балкански държави. Затова той отбива постъпките от сърби (август 1889) и гърци (юни 1891) за антиосмански съюз и подялба на Македония и търси разбирателство с Високата порта. Съчетавайки постъпките в подкрепа на Българската екзархия с натиск по редица въпроси от българо-турските отношения, той постига утвърждаване на българските училища и духовенство в областта. През юли 1890 г. султан Абдул Хамид II издава пълномощия (берати) за български владици в Скопската и Охридската епархия, след като българският министър-председател нарежда демонстративно спиране на изплащането на източнорумелийския дълг за Портата. Заканата на Стамболов, че ще прекъсне преговорите за наема на железницата Вакарел – Саранбей, спомага за издаването на берати за Велешко и Неврокопско през април 1894 г. По същото време султанът гарантира правото на българските митрополити и общини да откриват училища и да издават разрешителни за учителите в Македония.

#### Вътрешна политика
Начело на правителството и на вътрешното министерство Стамболов налага авторитарно управление, основано на насилствено потискане на опозицията, употреба на съда за политически процеси и контрол върху армията.
Важен фактор за този курс е разривът на отношенията с Русия. Чрез елиминиране на политическото русофилство и възстановяване на обществения ред Стамболов се стреми да предотврати чужда интервенция, целяща смяна на политическата власт и конституционни промени в България. Той обаче преследва не само привържениците на такава интервенция. В навечерието на парламентарните избори от септември 1887 г. са подложени на репресии и поддръжниците на бившия министър-председател Петко Каравелов, които не признават княз Фердинанд. Осигурило си мнозинство в Народното събрание, правителството спира всички опозиционни вестници, с временно изключение на поддържащия княза печатен орган на Васил Радославов. Режимът върху печата е либерализиран частично едва през 1892 г. от външнополитически съображения.
Прекъснато по време на предизборната кампания през 1887 г., военното положение в страната е продължено още в края на същата година със Закона за изтребление на разбойничеството, въпреки че въоръжените акции на русофилите стихват след разгрома на четите на Набоков и Боянов.
Репресиите над опозицията ескалират след неуспелия атентат над министър-председателя, жертва на който става финансовият министър Христо Белчев през март 1891 г. Атентатът е последван от масови арести и съдебен процес, завършил с 4 смъртни присъди и затвор за Петко Каравелов, Трайко Китанчев и други политически противници на Стамболов.
На преследване е подложена и църквата, която отказва да признае нежелания от Русия Фердинанд. В края на 1888 г. Стамболов разтуря заседанието на Светия Синод в столицата и въдворява насилствено владиците в епархиите им. Конфликтът се изостря през 1892 – 1893 г. във връзка с конституционните промени, които позволяват на бъдещия престолонаследник да изповядва вяра, различна от източноправославната. Тогава Стамболов заплашва Екзархията със спиране на издръжката, а митрополит Климент Търновски е затворен в Гложенския манастир.
След провала на Деветоавгустовския преврат при управлението на регентите армията е прочистена от русофилски настроени офицери. Подкрепата ѝ за Стамболовото правителство обаче не е сигурна. Опасявайки се от авторитета на един от водачите на контрапреврата – майор Христо Попов, през 1888 г. Стамболов организира съдебен процес срещу него и го отстранява от служба под претекст материални злоупотреби. Недоволството сред офицерите от сдържаната политика по македонския въпрос намира изражение в заговора на Коста Паница, разкрит в началото на 1890 г. За да задържи армията на своя страна, Стамболов разчита на сътрудничеството на военните министри – полковник Сава Муткуров (до 1891) и наследилия го Михаил Савов. Конфликтът със Савов и отстраняването му от министерството в началото на 1894 г. водят до укрепване на авторитета на княз Фердинанд чрез новия министър на войната полковник Рачо Петров.

#### Стопанска политика
Външнополитическата ориентация към Австро-Унгария и Великобритания позволява на Стамболовото правителство да увеличи драстично разходите за модернизиране на армията, администрацията и пътната инфраструктура чрез заеми от тези две страни. По времето на Стамболов са завършени жп линиите, свързващи София с Виена и Цариград и Ямбол с Бургас, започнат е строеж на железници от столицата за Северна България и за Македония, преустроени и разширени са варненското и бургаското пристанище. Правителството и народното събрание насърчават развитието на минното дело и други отрасли чрез законово регламентирани концесии и на леката промишленост чрез специален закон за снабдяване на армията от местни източници. В резултат и на тези усилия между 1887 и 1894 г. в България изникват 80 нови фабрики.

#### Последна година на власт
В началото на 1894 г. Стамболов попада в центъра на шумен публичен скандал, след като на 11 март Мария Милкова, съпруга на капитан Тодор Матров и балдъза на военния министър Михаил Савов, обвинява министър-председателя в любовна връзка със самата нея и със съпругата на Савов. Военният министър призовава Стамболов на дуел, в резултат на което е отстранен от правителството. Случаят предизвиква силно недоволство срещу правителствения ръководител в офицерските среди. Раздухан допълнително с публикуването на частна кореспонденция във вестниците, скандалът кара Стамболов да подава на няколко пъти оставката си, която в крайна сметка е приета от княз Фердинанд на 20 май. Според съвременни изследователи, като Георги Марков, в основата на интригата е именно князът. С отстраняването на Стамболов Фердинанд се стреми да засили властта си в страната и да издейства признание от Русия.

### След оставката. Убийство
След отстраняването му от правителството княз Фердинанд и новото правителство на Константин Стоилов продължават да се опасяват от влиянието на Стамболов и търсят начини за неговото компрометиране. На 24 август 1894 г. той е арестуван за кратко заради критики към княза в интервю за германски вестник, а след освобождаването му е замерван с камъни на улицата от привърженици на правителството. Военният министър Рачо Петров организира разследване, опитващо се да докаже, че Стамболов е организирал атентата срещу самия себе си през 1891 г., при който загива финансовият министър Христо Белчев. След като следствието не открива доказателства за това, то е прекратено в края на годината. Стамболов отказва да напусне родината си, въпреки заплахите за разправа и опита за убийство.
На 3/15 юли 1895 г. Стефан Стамболов е жестоко посечен на улицата от Михаил Ставрев – Хальо и други македонстващи, близки до Наум Тюфекчиев. След 3 дни умира от раните си.
Повод за убийството му е отмъщение за смъртта на Коста Паница – бивш съратник на Стамболов, който със съдействието на Русия прави опит за военен преврат и в резултат е екзекутиран. Стамболов е нападнат 2 дни преди делегацията за помирение с Русия да бъде приета от Николай II.

## Творчество
Стамболов е автор на двадесетина стихотворения, които са много популярни сред националреволюционерите. През 1875 г. публикува в съавторство с Христо Ботев стихосбирката „Песни и стихотворения от Ботьова и Стамболова“, а през 1877 г. – свои „Песни и стихотворения“.
Стефан Стамболов се изявява и като преводач. Сред публикуваните му преводи се откроява брошурата на Джанюариъс Макгахан „Турските зверства в България“. В края на живота си, след като пада от власт, Стамболов публикува популярния роман на Р. Джованьоли „Спартак“, без да посочи името си като преводач. Стамболов е търсил възможност да издаде свой превод на знаменития роман на Н. Чернишевски „Какво да се прави“.

## Личен живот
Стефан Стамболов се жени през 1888 г. за Поликсена Станчева. От брака си има трима синове и една дъщеря – Константин, Асен, Стефан и Вера.
Стамболов е също страстен картоиграч на всички видове карти (включително бридж), не се отказва, докато не победи.

## В културата
Стамболов, въпреки оспорваните оценки за дейността му, е почетен с редица скулптури и наименувани на него обекти в България.
През 2020 г. излиза криминалният исторически роман „Царят на татарите“ на Маргарит Абаджиев, който проследява работата и пагубните последствия от смъртта на Стамболов върху бъдещето на България. Романът си служи с богата колекция от историкографски документи, сред които са личните дневници на политѝка.
В книгата „Из българските бурни времена“ на Рихард фон Мах се появяват образи на видни личности от този период, като Симеон Радев, Поликсения Стамболова, княз Фердинанд, княз Борис III, Пейо Яворов, Гоце Делчев и други. Тя хвърля светлина върху политическите, геополитическите и вътрешнодържавните обстоятелства между следосвобожденския период и края на Първата световна война.

## Почит
Името на Стефан Стамболов носят много географски обекти:
Села
- Стамболово (област Велико Търново)
- Стамболово (област Русе)
- Стамболово (Софийска област)
- Стамболово (област Хасково)
- Стефан Стамболово

Други
- Паметник на Стамболов в София - открит през юли 1995 г. по повод стогодишнината от убийството на Стефан Стамболов.

- Стамболов мост
- Стефан Стамболов (булевард в София) (Карта)
- Стефан Стамболов (площад в Пловдив)

Стефан Стамболов присъства и на банкнотата на БНБ от 20 лева, емисия 2020 г.